# سانتا روزا د کالاموچیتا
سانتا روزا د کالاموچیتا (به اسپانیایی: Santa Rosa de Calamuchita) یک منطقهٔ مسکونی در آرژانتین است که در بخش کالاموچیتا واقع شده‌است. سانتا روزا د کالاموچیتا ۹٬۵۰۴ نفر جمعیت دارد.